# Guglielmo Cottrau
(Giovanni Masutto)
Guglielmo Cottrau (nato Guillaume Cottrau o Guillaume-Louis Cottrau; Parigi, 10 agosto 1797 – Napoli, 31 ottobre 1847) è stato un editore e compositore francese, diventato successivamente suddito del Regno delle Due Sicilie dopo aver rinunciato alla cittadinanza francese.

## Biografia
Joseph Guillaume Cottrau (Saverna, 4 giugno 1760 - Napoli, 19 marzo 1825), secondo fonti più antiche strasburghese era un letterato con la passione della musica, presidente dell'Accademia di Belle Arti a Parigi. Si trasferì a Napoli al seguito di Giuseppe Bonaparte e Gioacchino Murat di cui fu Maresciallo di campo; presenta quindi due richieste di naturalizzazione, nel 1814 e nel 1815, entrambe accolte, lavorando come presidente dell'Accademia di Belle Arti e vicepresidente della Giunta dei Teatri. La sua casa nel capoluogo partenopeo fu frequentata da artisti come Ferdinand Hérold, Nicola Antonio Zingarelli e Girolamo Crescentini ma al ritorno dei Borbone a Napoli Joseph Guillaume Cottrau perse i suoi incarichi originali, in cambio di altri meno prestigiosi, all'inizio rifiutati e poi in seguito, anche per colpa di rovesci economici in Francia, accettati.
Nacque in una famiglia nobile, la madre era la Contessa Adelaide Girault d'Egrefeuille mentre il padre, Joseph Guillaume aveva ottenuto incarichi politici importanti ed era stato il segretario di Guillaume-Chrétien de Lamoignon de Malesherbes.
Guglielmo Cottrau raggiunse il genitore nel capoluogo campano in circostanze non ben definite dagli studiosi: secondo Masutto, vissuto in tempi più vicini a Cottrau, all'età di sei anni, mentre Cossentino asserisce un suo arrivo all'età di dodici anni, dopo l'entrata nel capoluogo partenopeo di Murat. Nella città partenopea, il padre di Guglielmo assunse inoltre il ruolo di presidente della "Filarmonica".; effettuò quindi il suo percorso di formazione culturale a Napoli, a quel Regio Collegio di Marina frequentato dalla nobiltà locale ed al ritorno dei Borbone, dopo che il padre perse con il cambio di regime i benefici economici portandolo a trovarsi un lavoro, acquisì la cittadinanza napoletana, imparentandosi con Domenico Cirillo sposandone la figlia Giovanna, eccellente pianista e cantante con cui Cottrau ebbe modo di esibirsi insieme al violinista Festa e al violoncellista Cialdelli, e passando all'ombra del Vesuvio quasi tutta la vita: imparò quindi la lingua napoletana, meglio dell'italiano, usandola anche per il lavoro.

### La famiglia
Primogenito, fratello del pittore Pierre Felix Cottrau e della cantante lirica Lina Freppa, nata Jeanne Nicoline Cottrau, fu il capostipite del ramo napoletano della famiglia, padre tra l'altro di Teodoro, Giulio, Paolo e Alfredo; attraverso Teodoro fu antenato della Medaglia d'oro al valor militare Teodoro Capocci e attraverso Alfredo dei fratelli Mario e Carlo D'Urso.

### Carriera
Prima di dedicarsi a tempo pieno alla musica, poco più che ventenne tentò la carriera politica trasferendosi per un certo periodo a Parigi con il principe di Cariati; cominciò poi gli studi con Girolamo Crescentini. Stimato da Vincenzo Bellini, che lo elogia nel suo epistolario, e citato da Gaetano Donizetti nella sua corrispondenza, Guglielmo Cottrau lavorò in ambito musicale e letterario scrivendo a Napoli Le tour du monde dans un fauteuil e Omnibus et Omnium, diffuso nella comunità francese nel capoluogo partenopeo.
In seguito ai danni economici subiti dal padre con il ritorno dei Borbone a Napoli, Guglielmo Cottrau verso il 1825 incominciò la sua collaborazione con Bernardo Girard per pubblicare la raccolta intitolata Passatempi musicali, tramite la quale riuscì a mettere assieme molte canzoni, alcune di anonimi ma riarrangiate da lui stesso, qualcun'altra composta da lui e altre attribuibili a vari autori contemporanei; di Girard ne divenne successivamente socio, diventando dapprima direttore della Casa editrice musicale Girard Bernard, comproprietario e infine proprietario alla morte di Girard. Diede inoltre alle stampe le raccolte antologiche Napolitane, nel 1824 e nel 1840 Eco del Vesuvio.
Il suo grande merito fu quello di aver contribuito alla conoscenza e alla diffusione della musica napoletana ben oltre le frontiere italiane.
Dopo la sua morte, apparve non semplice l'attribuzione sicura delle sue composizioni, e tra gli storici della musica il De Mura gli concesse la scrittura della musica di Fenesta ca lucive e di Fenesta vascia, la prima di origine siciliana e in qualche modo ispirata alla vicenda della baronessa di Carini, la seconda invece sarebbe stata musicata su un testo antico del Cinquecento. Tra i suoi successi ci furono anche Serenata di Pulcinella, La monacella e L'amante scurnuso;
altre canzoni di cui fu autore sono La fattura, La scarpetta, Graziella, L'aria de lo mare, Lo milo mozzecato, La ricciolella, La Carolina e La festa di Piedigrotta, lanciata nel 1825 .
Tra i collaboratori più stretti di Cottrau vi fu Gaetano Donizetti, di cui fu editore e amico intimo, secondo gli storici ispiratore dell'aria di Santa Lucia (secondo gli storici sarebbe ispirata ad un'aria del Lucrezia Borgia), composta dal figlio di Guglielmo, Teodoro. A Donizetti suggerì il vaudeville chiamato Le sonnette du noit, che ispirò Il campanello.